# Zeitschrift für Literaturwissenschaft und Linguistik
Die Zeitschrift für Literaturwissenschaft und Linguistik, kurz LiLi, wurde 1970 von Helmut Kreuzer, Rul Gunzenhäuser, Wolfgang Haubrichs und Wolfgang Klein als eine vierteljährlich erscheinende, interdisziplinäre philologische Zeitschrift gegründet, mit dem programmatischen Anspruch, einer problemorientierten Methodenreflexion, -erprobung und -diskussion ein Forum zu bieten.
Sie erschien zunächst im Athenäum Verlag, Frankfurt, später bei Vandenhoeck & Ruprecht, Göttingen, und heute bei Springer.